# Лебедев, Игорь Борисович
Игорь Борисович Лебедев (род. 15 января 1937, Московская область, РСФСР, СССР) — советский и казахстанский хормейстер, музыкальный педагог, профессор. Почетный работник образования Республики Казахстан (2003). Первый проректор Казахская Национальная Академия Музыки (1998—2006).

## Биография
Родился 15 января 1937 года в городке Метростроевцев Лосиноостровская станция Московской области. Отец — Борис Васильевич Лебедев. Мать — Мария Ефимовна Онуфриенко.
Окончил музыкальную школу по классу фортепиано у педагога, и по совместительству, директора музыкальной школы Лазаревой.
Окончил в 1961 году Алматинскую государственную консерваторию по классу «Хоровое дирижирование». После окончания Алматинской государственной консерватории им. Курмангазы начал педагогическую деятельность в этом же вузе, пройдя все ступени трудовой деятельности — от преподавателя кафедры до проректора по учебно-воспитательной работе консерватории, обязанности которого исполнял в течение 11 лет.
С 1961 по 1998 гг. — преподаватель, доцент, профессор, Проректор по учебно-воспитательной работе Казахская национальная консерватория имени Курмангазы.
В 1967—1968 гг. учебном году успешно прошел стажировку, а в 1980 году ФПК при кафедре хорового дирижирования Московской консерватории им. П. И. Чайковского, получив самые положительные отзывы ее ведущих специалистов.
В апреле 1998 года был назначен первым проректором Казахской национальной академии музыки. Много внимания уделяется укреплению учебно-производственной дисциплины, единству учебного и воспитательного процесса, проводится целенаправленная работа по формированию профессорско-преподавательского и административно-управленческого состава, набору и сохранению контингента студентов.
В 2006 году по состоянию здоровья был вынужден оставить проректорскую работу и полностью посвятить себя преподавательской деятельности, стал профессором кафедры «Вокального искусства и хорового дирижирования» Казахского национального университета искусств, советник ректора, член Ученого совета и ректората. За эти годы только в стенах КазНУИ он с успехом подготовил 10 выпускников (а всего их более 65), успешно работающих во всех уголках Казахстана и за его пределами.

## Творчество
- Научно-исследовательская, учебно-методическая, воспитательная и общественная работа Лебедева И. Б. посвящена в значительной степени проблемам развития хоровой культуры и профессионального хорового образования в Казахстане. За годы работы выпущено около 70 высококвалифицированных специалистов, успешно работающих с хоровыми коллективами в учебных заведениях республики и за ее пределами.
- Лебедев Игорь Борисович — один из виднейших деятелей казахской музыкальной культуры XX века. Его вклад в развитие профессиональной музыки поистине не оценим. Являясь продолжателем славных традиций своих предшественников, в тяжелое для всей страны время, он, в числе тех немногих, кто возглавил профессиональное музыкальное образование в Казахстане. И путем титанических усилий смог не только сохранить национальную школу, но и определить новые пути дальнейшего развитие казахской профессиональной музыки.

## Награды
- В 1994 году был награжден Почетной грамотой Республики Казахстан
- 2000 — Медаль «За трудовое отличие»
- 2003 — Присвоено почетное звание «Почетный работник образования Республики Казахстан»
- 2006 — Нагрудный знак «Ибрай Алтынсарин»
- 2007 — Орден Курмет (за большой личный вклад в развитие музыкального и хорового искусства)
- 2014 — Орден Парасат (За большой вклад в развитие отечественного музыкального искусства и многолетнюю творческую деятельность) (15.12.2014)[1][2]
- 2015 — Медаль „Ветеран труда“ Республики Казахстана
- 2016 — Медаль „25 лет независимости Республики Казахстан“
- За свою профессиональную и общественную деятельность неоднократно отмечался Почетными грамотами Министерства высшего и среднего специального образования Казахской ССР, МОН РК, Министерства культуры РК и.др.